# Мио, мой Мио (фильм)
«Мио, мой Мио» (швед. Mio min Mio, англ. Mio in the Land of Faraway) — художественный фильм в жанре фэнтези Владимира Грамматикова по одноимённой сказке Астрид Линдгрен с участием советских, британских и скандинавских актёров.
Съёмки фильма проводились в Крыму, в Великобритании и Швеции. Фильм вышел в европейский прокат в 1987 году, а в американский — в 1988. Центральную музыкальную тему фильма написали два бывших члена группы «ABBA» Бенни Андерссон и Бьёрн Ульвеус, а исполнена она была шведским дуэтом «Gemini» (соло Карин Гленмарк).
Фильм стал самой дорогой прижизненной экранизацией Астрид Линдгрен. Несмотря на то, что картина получила награду «Cinekid Film» в Амстердаме, шведская критика восприняла фильм отрицательно и посчитала его весьма слабой экранизацией Линдгрен.

## Сюжет
Девятилетний Боссе живёт в доме у приёмных родителей, которые обращаются с ним крайне плохо. Однажды, сбежав из дома, он встречает Духа − существо, у которого только голова и длинная борода. Дух рассказывает Боссе, что у него есть отец, и что он — король, а также, что настоящее имя Боссе - Мио. Уцепившись за бороду Духа, мальчик прилетает в Страну Желанную, где ему предстоит сразиться со злым рыцарем Като − страшным человеком с железной рукой, ворующим детей и превращающим их в шпионов и головорезов, а самых непокорных − в птиц, обречённых кружить над мёртвым озером, на берегу которого стоит замок Като.
Мио и его товарищ Юм-Юм находят себе коня и отправляются на бой с Като, по пути повстречав Подземного Оружейника. Прикованный к скале кандалами за ослушание Като, Оружейник выковывает для Мио особый меч, способный рубить камень. С мечом в руках Мио с другом пробираются в замок Като, но попадают в плен страже. Като заточает друзей в тюремную башню, но ребятам удаётся выбраться, найти отобранный Като меч и Мио вступает с Като в бой. В поединке Като пытается нанести Мио удар своей страшной железной рукой и вырвать ему сердце и тогда Мио пронзает Като мечом, и тот превращается в каменную статую. С гибелью Като распадаются чары, превращённым в птиц детям возвращается их прежний облик, замок Като разрушается от удара молнией, а Мио со спасёнными детьми возвращается обратно к отцу.

## В ролях
| Актёр                                                                                  | Роль                   |
| -------------------------------------------------------------------------------------- | ---------------------- |
| Ник Пиккард (шведский голос: Понтус Лэнц) (русский голос: Владислав Галиуллин)         | Мио / Боссе            |
| Кристиан Бейл (шведский голос: Макс Винердаль) (русский голос: Иннокентий Иванов)      | Юм-Юм / Бенке          |
| Кристофер Ли (шведский голос: Тор Иседаль) (русский голос: Сергей Малишевский)         | Като                   |
| Тимоти Боттомс (шведский голос: Томас Больме) (русский голос: Тимофей Спивак)          | Король                 |
| Сюзанна Йорк (шведский голос: Хелена Бродин) (русский голос: Лариса Данилина)          | Ткачиха                |
| Сверре Анкер Оусдаль (шведский голос: Йон Харрисон) (русский голос: Владимир Антоник)  | Кователь мечей         |
| Игорь Ясулович (шведский голос: Пер Шёнстранд)                                         | Эно / Выбиватель ковра |
| Линн Стокке (шведский голос: Лена Эндре) (русский голос: Марина Левтова)               | Фру Лундин             |
| Стиг Энгстрем (шведский голос: Ульф Хакан Янссон) (русский голос: Владислав Ковальков) | Отец Бенке             |
| Джеффри Стэйнс (шведский голос: Ганс Страат) (русский голос: Андрей Тарасов)           | Дух                    |
| Гунилла Нюрос (русский голос: Нелли Витепаш)                                           | Тётя Эдна              |
| Любовь Германова                                                                       | Мать Юм-Юма            |
| Андрей Петров                                                                          | Йири                   |
| Андрей Сергеев                                                                         | Нонно                  |
| Анна Фогт                                                                              | Миллимани              |
| Денис Бодров                                                                           | Лолло                  |

## История создания
Когда шведские продюсеры в 1985 году обратились в СССР с предложением, чтобы экранизацию книги снимал именно советский режиссёр, им на выбор предложили троих: Александра Митту, Сергея Соловьёва и Владимира Грамматикова. Их выбор пал на Грамматикова, приглянувшегося им фильмом «Шла собака по роялю».
Кандидатуру Грамматикова одобрила и Астрид Линдгрен, с которой он встретился ещё до начала съёмок. В разговоре с ним она в какой-то момент спросила Грамматикова, со скольких лет он помнит свою жизнь, и попросила рассказать о ней. Грамматиков два с половиной часа описывал ей фрагменты своих ранних лет, после чего Линдгрен сказала: «Будет хороший фильм».

### Подбор актёров
Поскольку для работы над фильмом планировалась международная команда, то требовалось знание иностранных языков, и на роль Мио и Юм-Юма Владимир Грамматиков по рекомендации из консульского отдела советского МИДа изначально хотел пробовать детей советских дипломатов, которые учились в англоязычных странах и владели английским. Однако вскоре Грамматикову пришлось отказаться от этой затеи, потому что приходившие на кинопробы дети были крайне раскованными и совершенно не соответствовали нужному типажу романтических героев. В итоге он решил искать претендентов в английских театральных школах, куда был послан запрос, представляющий собой список требований из 70 пунктов.
Прилетев в Лондон, Грамматиков не выходил из гостиничного номера, просматривая отснятые для него видеоматериалы, где дети отвечали на те самые 70 вопросов. Выбрав 65 детей, он пригласил их на этюдную импровизацию, где разбил на пары и попросил разыграть эмоциональную сцену: один мальчик просит друга выгулять любимую собаку, потому что сам заболел, а тот после прогулки должен ему сообщить печальное известие — пёс попал под машину.
На следующий день разразился жуткий скандал: английские профсоюзы грозили Грамматикову чуть ли не судом, потому что он не согласовал задание этюдов с родителями и агентами детей, но Грамматиков был неумолим. В финальный конкурс прошло 18 ребят (на этот раз им по одному перед камерой нужно было разыграть мальчика, у которого мать уходит из семьи, а он уговаривает её остаться), где победителями и вышли Ник Пиккард и Кристиан Бейл.

### Съёмки

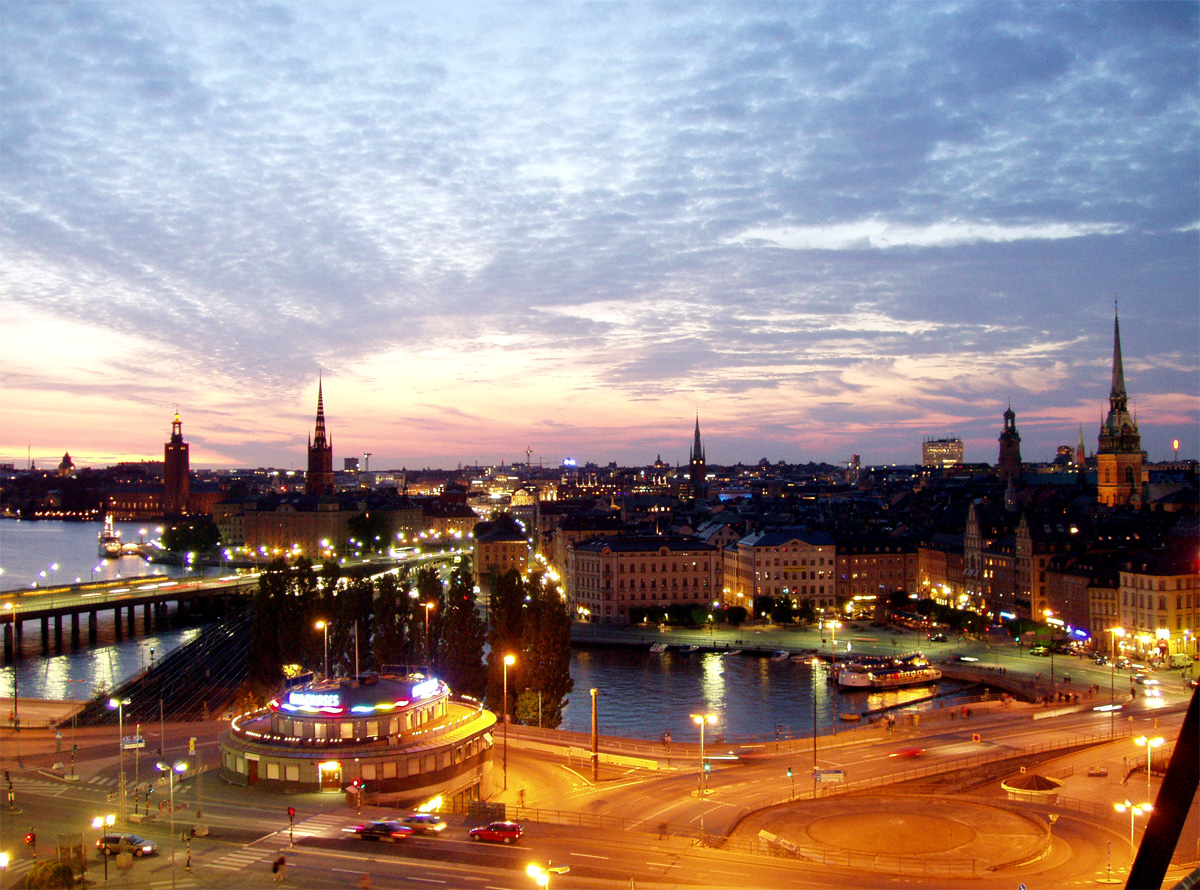
Панорама Стокгольма, показанная в начале фильма.

Со стороны СССР в производство фильма были вовлечены киностудии имени Горького и Совинфильм, со стороны Норвегии — «Filmhuset AS» и «Norway Film Development» и со стороны Швеции — «Svenska Filminstitutet» и «Nordisk Tonefilm International». Бюджет фильма вышел приблизительно 50 миллионов шведских крон, что сделало его самой дорогостоящей прижизненной экранизацией Астрид Линдгрен.

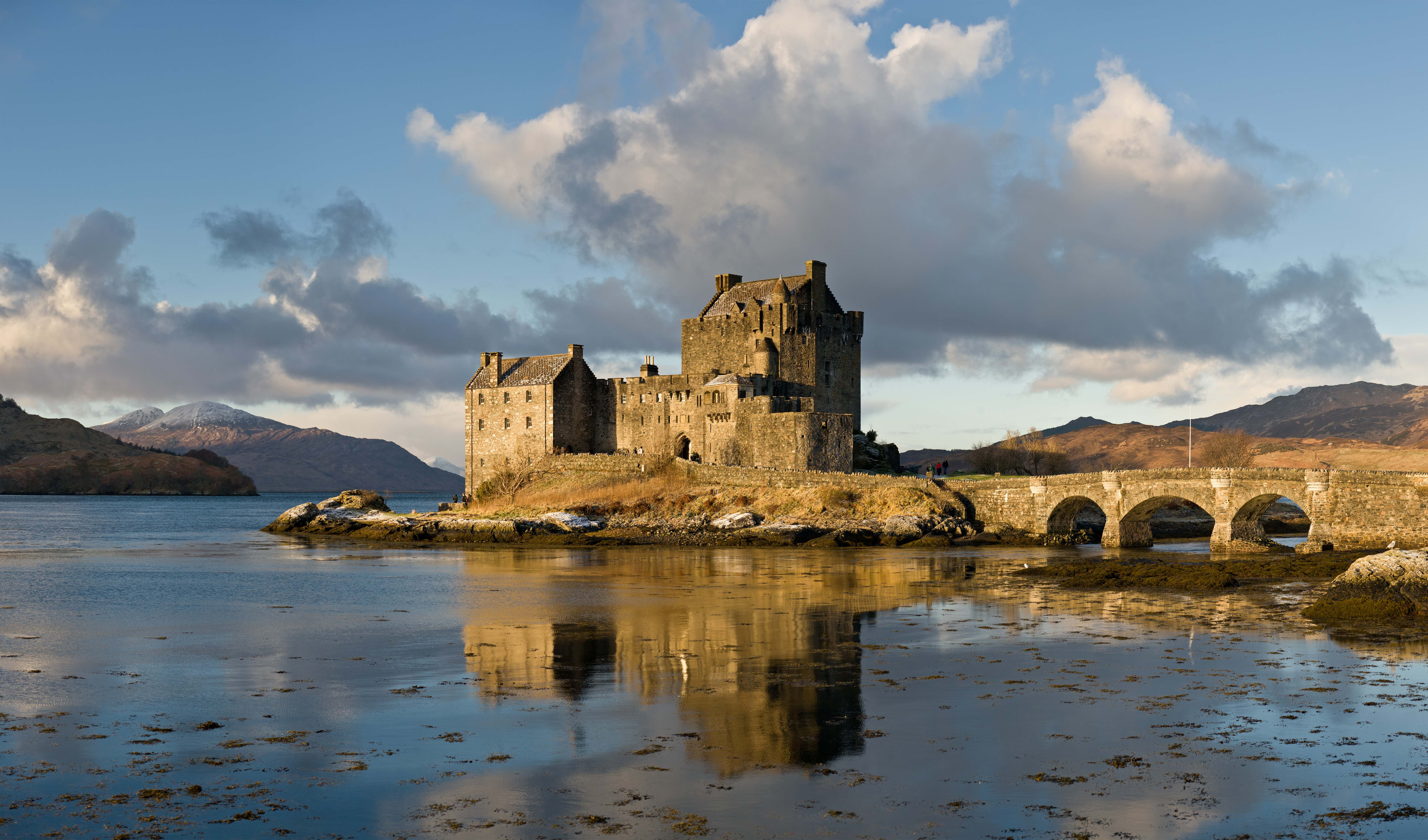
Замок «Эйлен-Донан»

Фильм снимался фактически с самого конца. Съёмки начались в марте 1986 в Москве на Киностудии имени Горького со сцены, где Мио и Юм-Юма сажают в Башню Смерти. Дизайн внутренней шахты Башни стал первым опытом работы в подобном жанре для художника Константина Загорского. В Москве были отсняты все павильонные сцены и последней была снята финальная битва Мио с Като.
Затем съёмочная группа перешла на натурные съёмки, которые начались в Стокгольме, где было отснято вступление фильма. Борода Духа, за которую хватается Мио, была сделана на Ялтинской киностудии из полипропиленовых прядей швартового каната и достигала в длину 6 метров. Борода была закреплена на конце гидравлической стрелы автокрана и несколько кадров с пролётом Мио и Духа над Стокгольмом снимались без каких-либо спецэффектов монтажа. После этого съёмки перешли в Крым, где возле Нижней Ореанды были сняты все сцены Страны Желанной и большая часть сцен из путешествия мальчиков. Прототипом замка Като послужил Замок Эйлин-Донан в Шотландии. Завершились съёмки в июле того же года.
Во время съёмок фильма в апреле 1986 года в Крыму (тогда — Украинская ССР) проект был приостановлен из-за аварии на Чернобыльской АЭС: съёмочную группу эвакуировали примерно на месяц. По возвращении на площадку перед каждым обедом один из членов команды проверял пищу на тарелках счётчиком Гейгера. Кристофер Ли впоследствии охарактеризовал съёмки в Советском Союзе как «ужасный рабочий процесс», отметив, что для иностранных участников «страной далёкой» был СССР, «где еда была несъедобна, санитария неописуема, а политические люди встречались повсюду».
Все трюки за Ника Пиккарда выполняла 13-летняя школьница из Ялты Елена Ступакова, которая занималась в секции скалолазания. На съёмочную площадку её привёл постановщик трюков Валерий Павлотос, чем Владимир Грамматиков сначала был очень недоволен, так как хотел, чтобы дублёром мальчика-актёра был именно мальчик, но он изменил своё мнение, когда увидел, что Ступакова внешне очень похожа на Пиккарда. В финальной битве Мио с Като именно Ступакова в большинстве кадров фехтовала с Ли на мечах, Пиккард снимался только в крупных планах.

## Съёмочная группа
- Автор сценария: Уильям Олдридж
- Режиссёр: Владимир Грамматиков
- Оператор: Александр Антипенко
- Художник: Константин Загорский
- Композиторы: Бенни Андерссон, Андерс Эльяс
- Текст песни: Бьёрн Ульвеус
- Вокал: дуэт «Gemini» (соло Карин Гленмарк)
- Государственный симфонический оркестр кинематографии
  - Дирижёр: Сергей Скрипка
- Музыкальный редактор: Наталья Строева

## Версии
Оригинальная версия фильма была снята на английском языке. Для советского и шведского прокатов был сделан соответствующий дубляж, причём шведские и советские актёры продублировали сами себя для соответственно шведской и советской версий. Помимо языка отличия есть в музыкальной дорожке — их монтаж во всех трёх версиях различен. Также различается синхронизация дубляжа — шведский дубляж идёт синхронно английскому оригиналу, в то время как советский дубляж местами более самостоятелен: только в советской версии дядя Сикстен и тётя Эдна ведут полноценный диалог за кадром, в то время как в оригинале и шведском дубляже говорит только тётя Эдна, а дядя Сикстен лишь поддакивает. Также Фру Лундин в английской версии и в титрах русской зовётся, как «Миссис Лундин» (но в самом русском дубляже Мио обращается к ней как «Фру Лундин»). Кадр с текстом на открытке, которую Фру Лундин просит отправить Мио, является единственным, который целиком альтернативен в соответствии с языковой версией: в шведской версии текст написан на шведском, в английской — на английском. По неизвестной причине кадр с русским текстом отснят не был — в советской версии показан английский текст.
Центральная песня в исполнении «Gemini» была записана на всех трёх языках для каждой из версий, но русский вариант в советскую версию почему-то не вошёл и лишь фрагмент английского варианта вместо русской версии песни проигрывается во время финальных титров. Сами финальные титры в советской версии идут на чёрном фоне, в шведской и английской — на фоне всё той же картины, изображающей панораму Страны Желанной.
Советская версия — единственная, в которой присутствуют две сцены, отсутствующие в шведской и английской версиях. Это сцена в доме матери Милимани (где Мио спрашивает Юм-Юма о том, знал ли его отец, что Мио может погибнуть в битве с Като) и сцена в пещере (вырезан диалог между Мио и Юм-Юмом, когда они находят друг друга с помощью игры на флейтах).